# Kościół św. Stanisława w Lekowie
Kościół Świętego Stanisława w Lekowie – drewniany rzymskokatolicki kościół parafialny z XVIII wieku należący do parafii pod tym samym wezwaniem (dekanat ciechanowski zachodni diecezji płockiej), wpisany do rejestru zabytków nieruchomych województwa mazowieckiego.

## Historia
Jest to świątynia wzniesiona w 1772 roku. Wybudowana została dzięki staraniom księdza Józefa Kawczyńskiego. Remontowano ją w latach 1824–1827 i w 1843 roku. Obiekt został przebudowany w 1870 roku z dobudowaniem wież i krucht. Kościół remontowano ponownie w latach 1908–1810, 1954, 1924–1927 i 1975–1976.

## Architektura

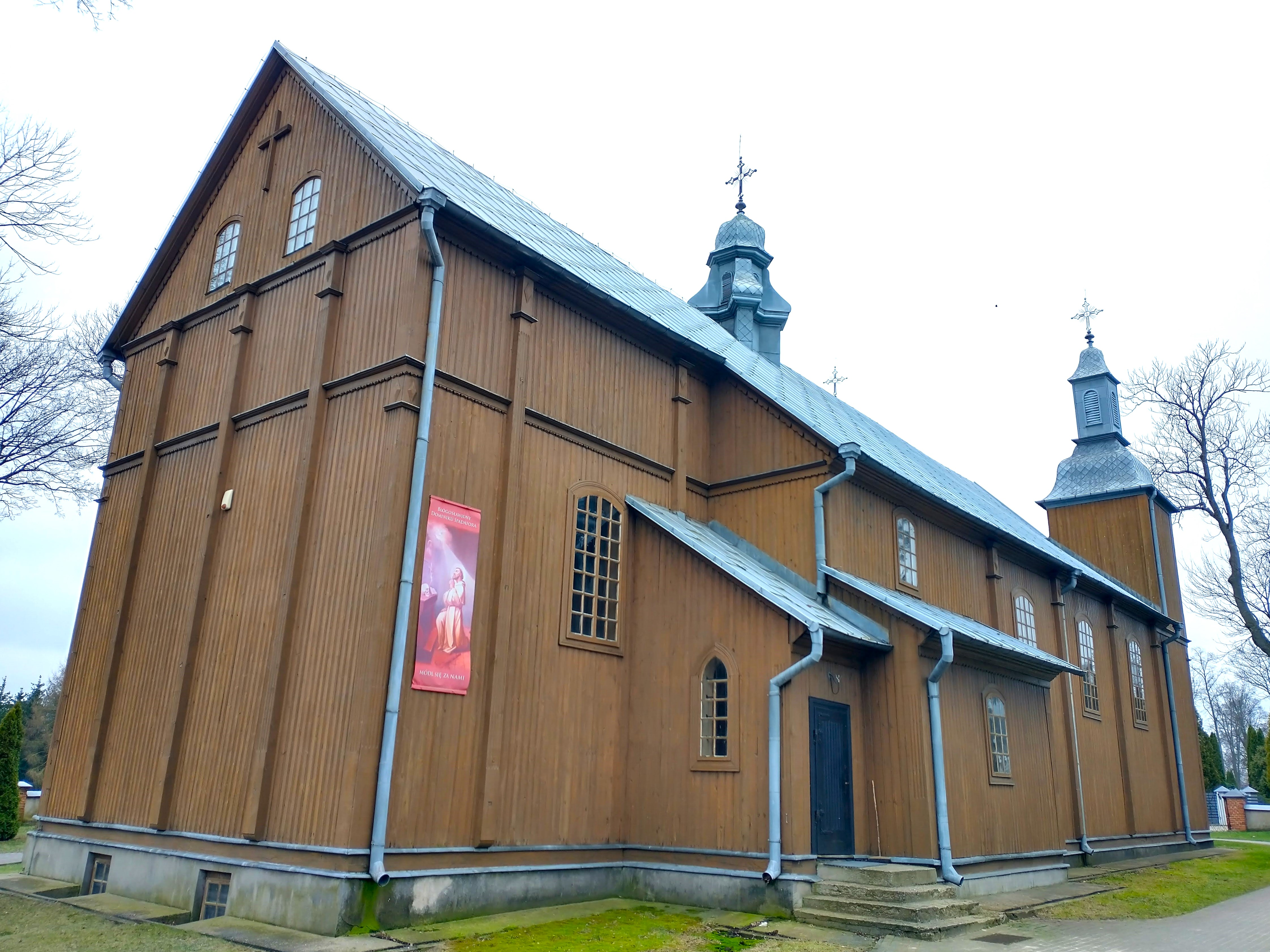
Widok od prezbiterium

Budowla jest drewniana, trzynawowa, wzniesiono ją w konstrukcji zrębowej. Świątynia jest orientowana. Jej prezbiterium jest mniejsze w stosunku do nawy, zamknięte jest ścianą prostą, z boku znajdują się zakrystia i kruchta z lożami kolatorskimi na piętrach. Fasada frontowa jest ozdobiona dwoma wieżami, w środku umieszczony jest trójkątny szczyt. Przed fasadą usytuowana jest kruchta. Wieże zwieńczają blaszane dachy hełmowe. Dach świątyni jest jednokalenicowy, pokryty blachą, na dachu jest umieszczona czworokątna wieżyczka na sygnaturkę. Zwieńcza ją cebulasty blaszany dach hełmowy.
Wnętrze jest podzielone na trzy części dwoma rzędami kolumn toskańskich ustawionych po trzy sztuki połączonych spłaszczonymi arkadami. Sklepienie kolebkowe obejmuje prezbiterium i nawę, natomiast nawy boczne nakryte są płaskimi stropami. Chór muzyczny jest podparty czterema słupami i wysunięty w części środkowe. Na chórze jest usytuowany prospekt organowy z 1857 roku, wykonany przez Mielczarskiego, z instrumentem z 1925 roku, dziełem Adolfa Homana. Belka tęczowa jest ozdobiona krucyfiksem z XVII wieku. Polichromia w stylu neogotyckim zawiera elementy ornamentalne. Podłoga została wykonana z desek drewnianych. Ołtarz główny pochodzi z końca XVII wieku. Ołtarze boczne powstały pod koniec XIX wieku. Chrzcielnica podparta Aniołem została wykonana pod koniec XVIII wieku. Marmurowa płyta nagrobna wojskiego płockiego Hieronima Dunin – Wolskiego z herbem Łabędź powstała w 1603 roku.

## Galeria

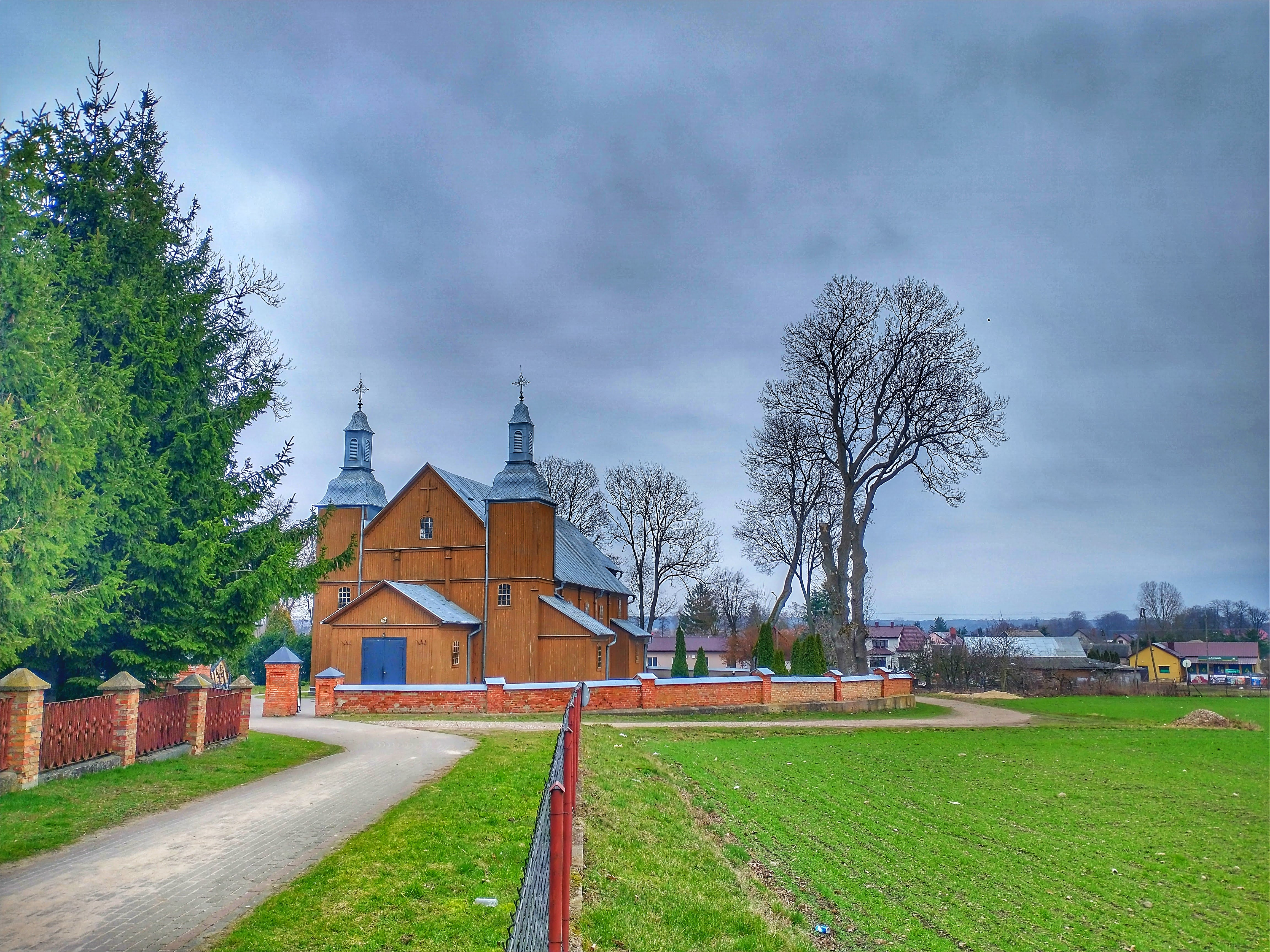
Otoczenie świątyni
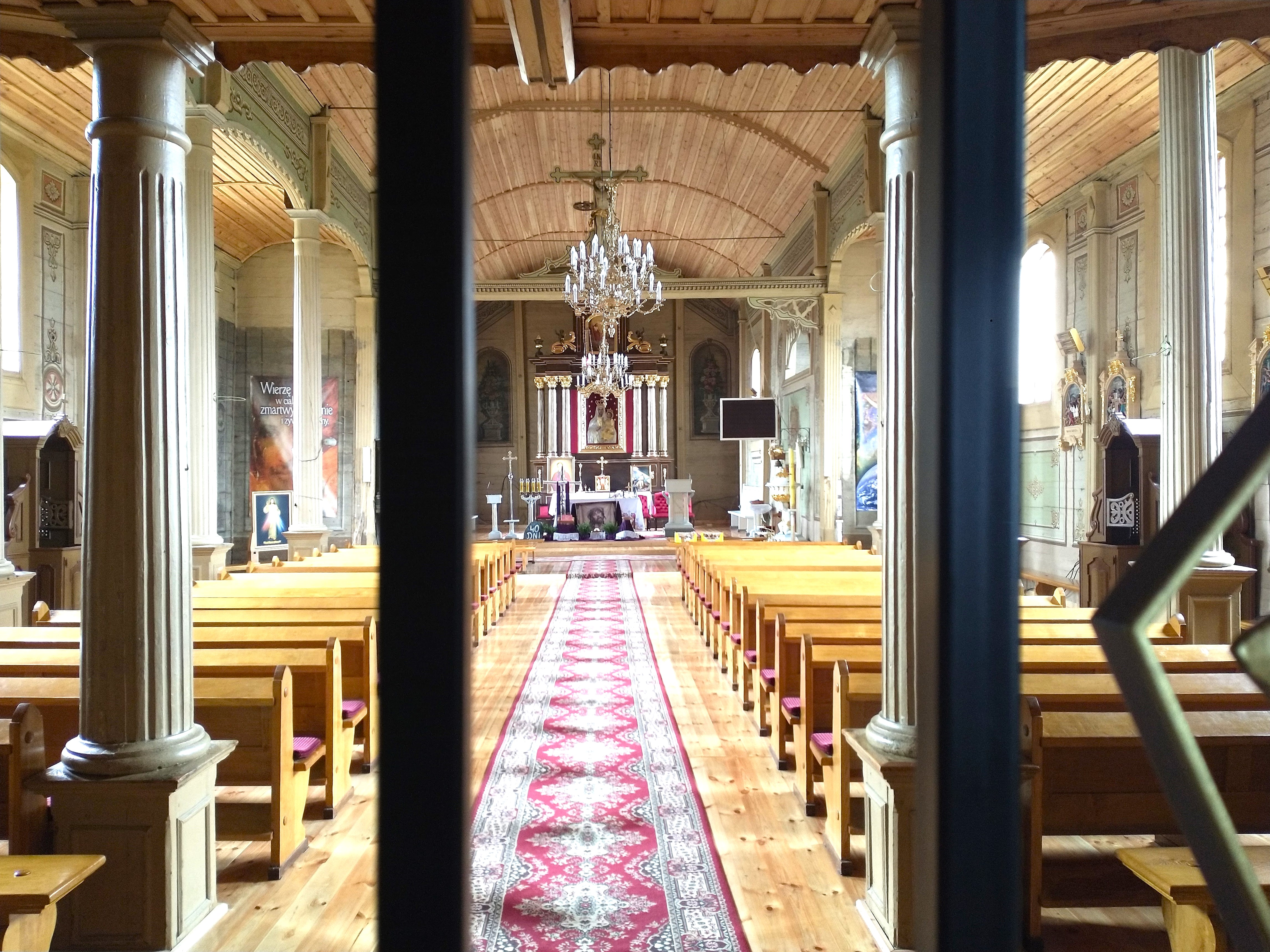
Wnętrze i ołtarz
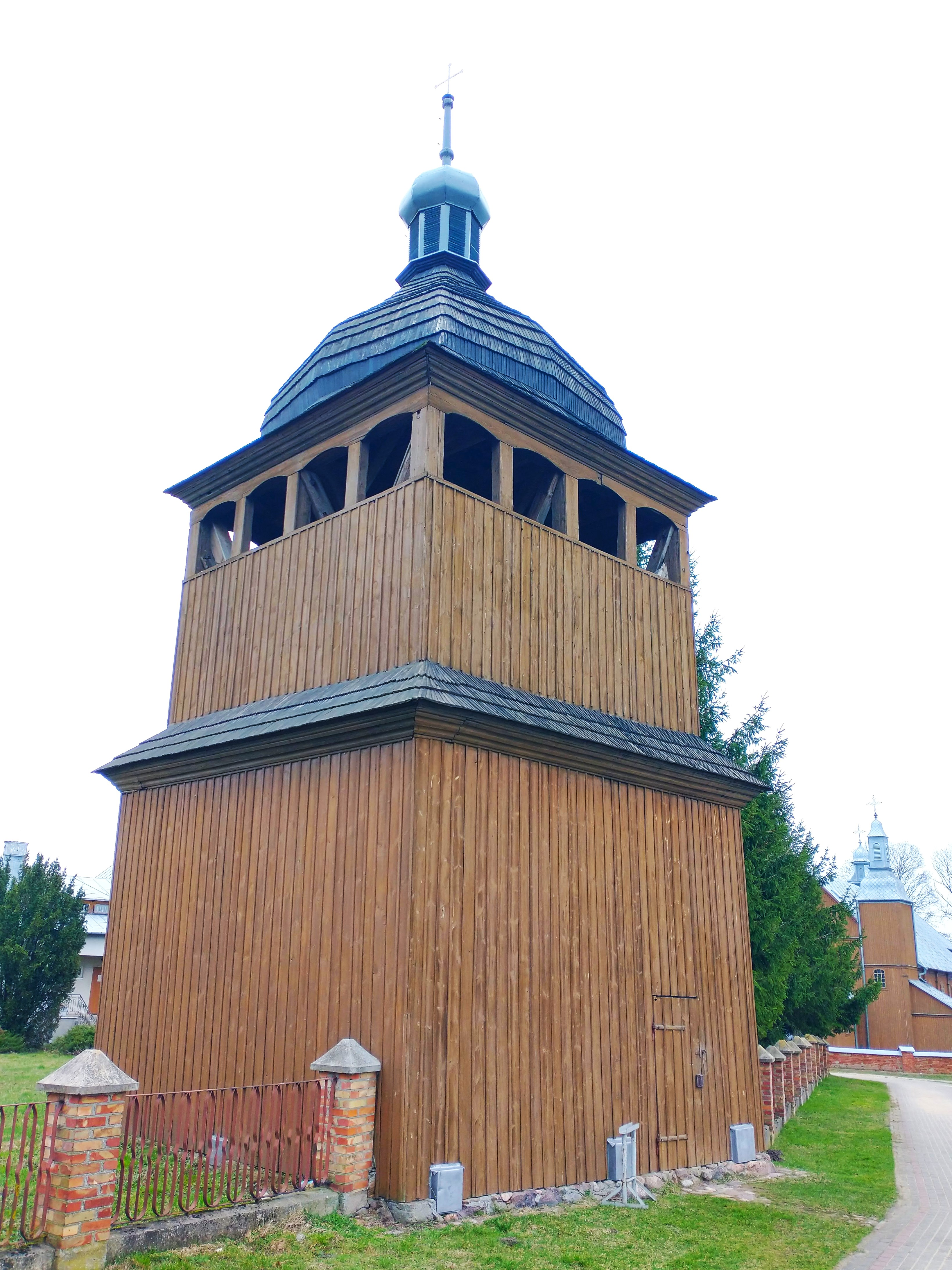
Dzwonnica